# Copa de Camerún
La Copa de Camerún es el segundo torneo de fútbol más importante a nivel de clubes de Camerún, se disputa desde 1941 y es organizada por la Federación Camerunesa de Fútbol.

## Formato
Pueden participar todos los equipos del país y se juegan bajo un formato de eliminación directa.
El equipo campeón obtiene la clasificación a la Copa Confederación de la CAF.

## Finales

### Antes de la Independencia
| Temporada | Campeón           | Resultado   | Finalista                |
| --------- | ----------------- | ----------- | ------------------------ |
| 1941      | Caïman de Douala  | 6 - 0       | Mikado ASTP              |
| 1942      | Caïman de Douala  | 3 - 1       | Léopard Douala           |
| 1943      | Caïman de Douala  | Desconocido | Desconocido              |
| 1944-53   | Desconocido       | Desconocido | Desconocido              |
| 1954      | Jeunesse Bamiléké | Desconocido | Desconocido              |
| 1956      | Oryx Douala       | 6 - 0       | Léopard Douala           |
| 1957      | Canon Yaoundé     | 1 - 0       | Léopard Douala           |
| 1958      | Tonnerre Yaoundé  | 3 - 1       | Aigle Royal de la Menoua |
| 1959      | Caïman de Douala  | 2 - 1       | Vent Sportif             |

### Desde la Independencia
| Temporada | Campeón                  | Resultado        | Finalista                |
| --------- | ------------------------ | ---------------- | ------------------------ |
| 1960      | Lion Yaoundé             | 2 - 1            | Canon Yaoundé            |
| 1961      | Union Douala             | 4 - 0            | Union Yaoundé            |
| 1962      | Lion Yaoundé             | 4 - 3            | Union Douala             |
| 1963      | Oryx Douala              | 1 - 1            | Buea Red Devils          |
| 1964      | Diamant Yaoundé          | 3 - 0            | P & T Social Club (Buéa) |
| 1965      | Lion Yaoundé             | 4 - 1            | CDC Victoria United      |
| 1966      | Lion Yaoundé             | 3 - 1            | CAMBANK                  |
| 1967      | Canon Yaoundé            | 1 - 0            | PWD Bamenda              |
| 1968      | Oryx Douala              | 2 - 1            | Prison Buéa              |
| 1969      | Union Douala             | 2 - 0            | Oryx Douala              |
| 1970      | Oryx Douala              | 2 - 0            | Aigle Nkongsamba         |
| 1971      | Diamant Yaoundé          | 3 - 2            | Caïman de Douala         |
| 1972      | Diamant Yaoundé          | 3 - 2            | Caïman de Douala         |
| 1973      | Canon Yaoundé            | 5 - 2            | Diamant Yaoundé          |
| 1974      | Tonnerre Yaoundé         | 1 - 0            | Canon Yaoundé            |
| 1975      | Canon Yaoundé            | 2 - 1            | Aigle Nkongsamba         |
| 1976      | Canon Yaoundé            | 2 - 0            | Racing FC Bafoussam      |
| 1977      | Canon Yaoundé            | 1 - 0            | Caïman de Douala         |
| 1978      | Canon Yaoundé            | 4 - 3            | Union Douala             |
| 1979      | Dynamo Douala            | 3 - 1            | PWD Bamenda              |
| 1980      | Union Douala             | 2 - 1            | Canon Yaoundé            |
| 1981      | Dynamo Douala            | 2 - 0            | Union Douala             |
| 1982      | Dragon Douala            | 1 - 1            | Dihep Nkam               |
| 1983      | Canon Yaoundé            | 3 - 2            | Union Douala             |
| 1984      | Dihep Nkam               | 1 - 0            | Union Douala             |
| 1985      | Union Douala             | 2 - 0            | Canon Yaoundé            |
| 1986      | Canon Yaoundé            | 1 - 0            | Rail Douala              |
| 1987      | Tonnerre Yaoundé         | 4 - 2            | Diamant Yaoundé          |
| 1988      | Panthère de Bangangté    | 1 - 0            | Racing FC Bafoussam      |
| 1989      | Tonnerre Yaoundé         | 1 - 0            | Diamant Yaoundé          |
| 1990      | Prévoyance Yaoundé       | 1 - 1 (5-6 pen.) | Tonnerre Yaoundé         |
| 1991      | Tonnerre Yaoundé         | 1 - 0            | Racing FC Bafoussam      |
| 1992      | Olympic Mvolyé           | 1 - 0            | Diamant Yaoundé          |
| 1993      | Canon Yaoundé            | 2 - 0            | Léopards Douala          |
| 1994      | Olympic Mvolyé           | 1 - 0            | Tonnerre Yaoundé         |
| 1995      | Canon Yaoundé            | 1 - 0            | Océan Kribi              |
| 1996      | Racing FC Bafoussam      | 1 - 0            | Stade Bandjoun           |
| 1997      | Union Douala             | 2 - 1            | Port FC (Douala)         |
| 1998      | Dynamo Douala            | 1 - 0            | Canon Yaoundé            |
| 1999      | Canon Yaoundé            | 2 - 1            | Cotonsport Garoua        |
| 2000      | Kumbo Strikers FC        | 1 - 0            | Unisport de Bafang       |
| 2001      | Fovu de Baham            | 3 - 2            | Cintra Yaoundé           |
| 2002      | Mount Cameroon FC        | 2 - 1            | Sable de Batié           |
| 2003      | Cotonsport Garoua        | 2 - 1            | Sable de Batié           |
| 2004      | Cotonsport Garoua        | 1 - 0            | Union Douala             |
| 2005      | Impôts FC                | 1 - 0            | Unisport de Bafang       |
| 2006      | Union Douala             | 1 - 0            | Fovu de Baham            |
| 2007      | Cotonsport Garoua        | 1 - 0            | Les Astres FC            |
| 2008      | Cotonsport Garoua        | 4 - 2            | Aigle Royal Menoua       |
| 2009      | Panthère Sportive du Ndé | 3 - 2            | Les Astres FC            |
| 2010      | Fovu de Baham            | 2 - 1            | Les Astres FC            |
| 2011      | Cotonsport Garoua        | 0 - 0 (3-0 pen.) | Unisport de Bafang       |
| 2012      | Unisport de Bafang       | 2 - 0            | New Star FC              |
| 2013      | Young Sports Academy     | 0 - 0 (4-2 pen.) | Canon Yaoundé            |
| 2014      | Cotonsport Garoua        | 2 - 0            | Panthère Sportive du Ndé |
| 2015      | UMS de Loum              | 2 - 0            | Panthère Sportive du Ndé |
| 2016      | APEJES de Mfou           | 2 - 0            | Bamboutos FC             |
| 2017      | New Star FC              | 1 - 0            | UMS de Loum              |
| 2018      | Eding Sport FC           | 1 - 0            | Lion Blessé              |
| 2019      | Stade Renard de Melong   | 3 - 2            | AS FAP                   |
| 2021      | PWD Bamenda              | 1 - 0            | Les Astres FC            |
| 2022      | Cotonsport Garoua        | 1 - 0            | Bamboutos FC             |
| 2023      | Fovu de Baham            | 2 - 0            | PWD Bamenda              |
| 2024      | Colombe Sportive         | 1 - 0            | Aigle Royal de la Menoua |

## Títulos por club
- torneos obtenidos desde 1960.

| Club                     | Campeón | Años campeón                                                     |
| ------------------------ | ------- | ---------------------------------------------------------------- |
| Canon Yaoundé            | 11      | 1967, 1973, 1975, 1976, 1977, 1978, 1983, 1986, 1993, 1995, 1999 |
| Cotonsport Garoua        | 7       | 2003, 2004, 2007, 2008, 2011, 2014, 2022                         |
| Union Douala             | 6       | 1961, 1969, 1980, 1985, 1997, 2006                               |
| Lion Yaoundé             | 4       | 1960, 1962, 1965, 1966                                           |
| Tonnerre Yaoundé         | 4       | 1974, 1987, 1989, 1991                                           |
| Diamant Yaoundé          | 3       | 1964, 1971, 1972                                                 |
| Dynamo Douala            | 3       | 1979, 1981, 1998                                                 |
| Fovu de Baham            | 3       | 2001, 2010, 2023                                                 |
| Oryx Douala              | 2       | 1968, 1970                                                       |
| Olympic Mvolyé           | 2       | 1992, 1994                                                       |
| Panthère Sportive du Ndé | 2       | 1988, 2009                                                       |
| Dragon Douala            | 1       | 1982                                                             |
| Dihep Nkam               | 1       | 1984                                                             |
| Prévoyance Yaoundé       | 1       | 1990                                                             |
| Racing FC Bafoussam      | 1       | 1996                                                             |
| Kumbo Strikers FC        | 1       | 2000                                                             |
| Mount Cameroon FC        | 1       | 2002                                                             |
| Impôts FC                | 1       | 2005                                                             |
| Unisport de Bafang       | 1       | 2012                                                             |
| Young Sports Academy     | 1       | 2013                                                             |
| UMS de Loum              | 1       | 2015                                                             |
| APEJES Academy           | 1       | 2016                                                             |
| New Star FC              | 1       | 2017                                                             |
| Eding Sport FC           | 1       | 2018                                                             |
| Stade Renard de Melong   | 1       | 2019                                                             |
| PWD Bamenda              | 1       | 2021                                                             |
| Colombe Sportive         | 1       | 2024                                                             |